# Náměstí Václava Havla (Praha)
Náměstí Václava Havla je veřejné prostranství v Praze na Novém Městě, které bylo před svým pojmenováním v roce 2016 popisně označováno jako piazzetta Národního divadla. Nachází se mezi Národní, Divadelní a Ostrovní ulicí, uzavřeno budovami starého Národního divadla a Nové scény (Laterny magiky).

## Vznik prostoru
Piazzettu (z italštiny s významem malé náměstí) Národního divadla navrhl český architekt Karel Prager v roce 1981 jako součást projektu výstavby Nové scény. Na prostranství byla osazena socha Znovuzrození od národního umělce Josefa Malejovského. Funkci piazzetty omezilo uzavření klášterní zahrady řádu sv. Voršily veřejnosti po restituci.

## Pojmenování

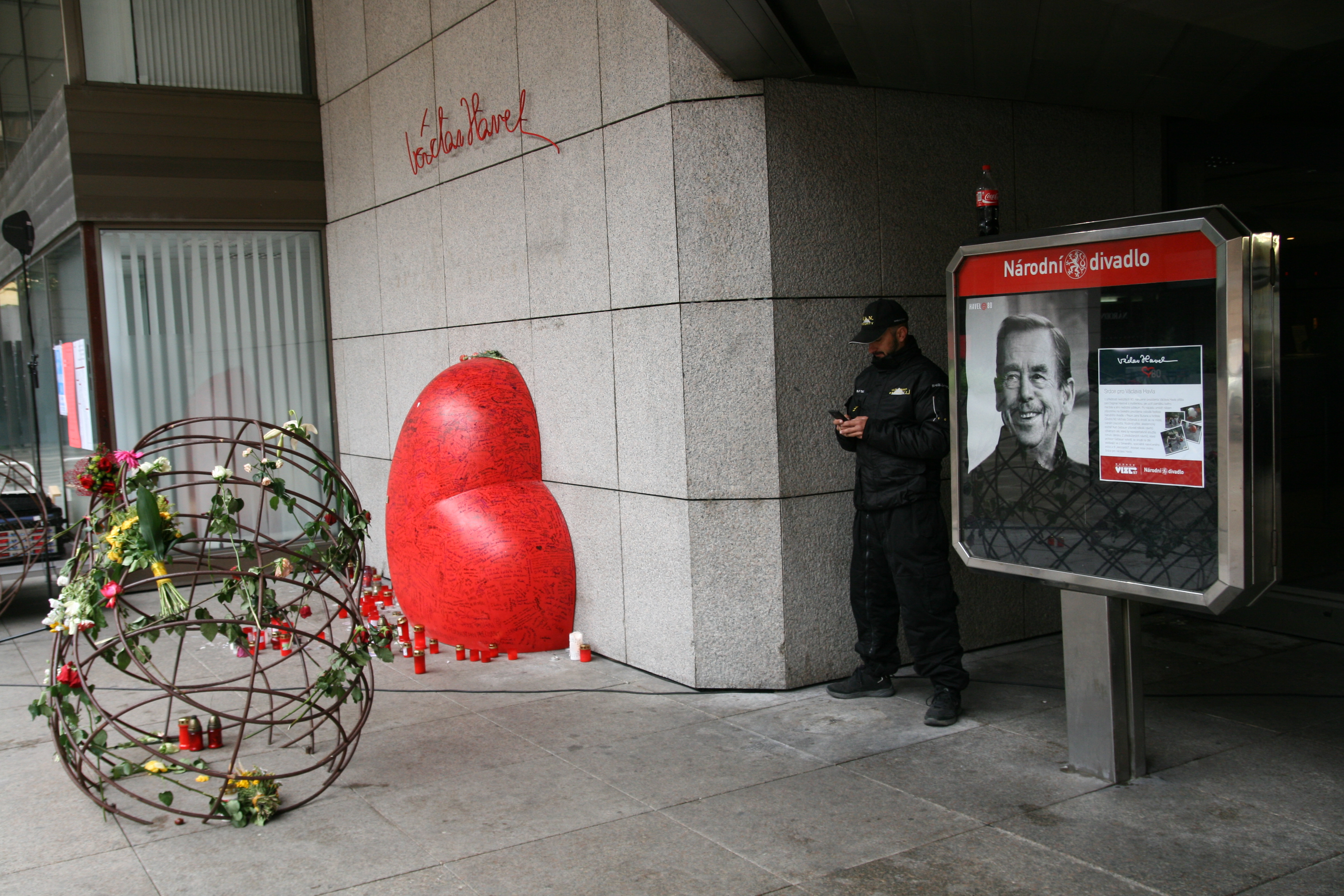
Srdce pro Václava Havla od Kurta Gebauera v říjnu 2016

V roce nedožitých 80. narozenin prvního českého prezidenta Václava Havla, dne 27. září 2016 pražské zastupitelstvo schválilo přejmenování prostranství na náměstí Václava Havla. Ke slavnostnímu umístění tabulky došlo den před jeho narozeninami, v úterý 4. října 2016, za přítomnosti vdovy Dagmar Havlové, ministra kultury Daniela Hermana, pražské primátorky Adriany Krnáčové, herečky Vlasty Chramostové či generálního ředitele divadla Jana Buriana, od něhož návrh na pojmenování vzešel. Současně zde byla umístěna instalace sochaře Kurta Gebauera v podobě velkého, 160 cm vysokého, srdce.
Objevily se i kritické hlasy, že piazetta je příliš malý prostor na to, aby nesla Havlovo jméno. Jan H. Vitvar připomněl paradox normalizačního původu tohoto prostranství.